# Становлення і розвиток гірничої науки у Польщі

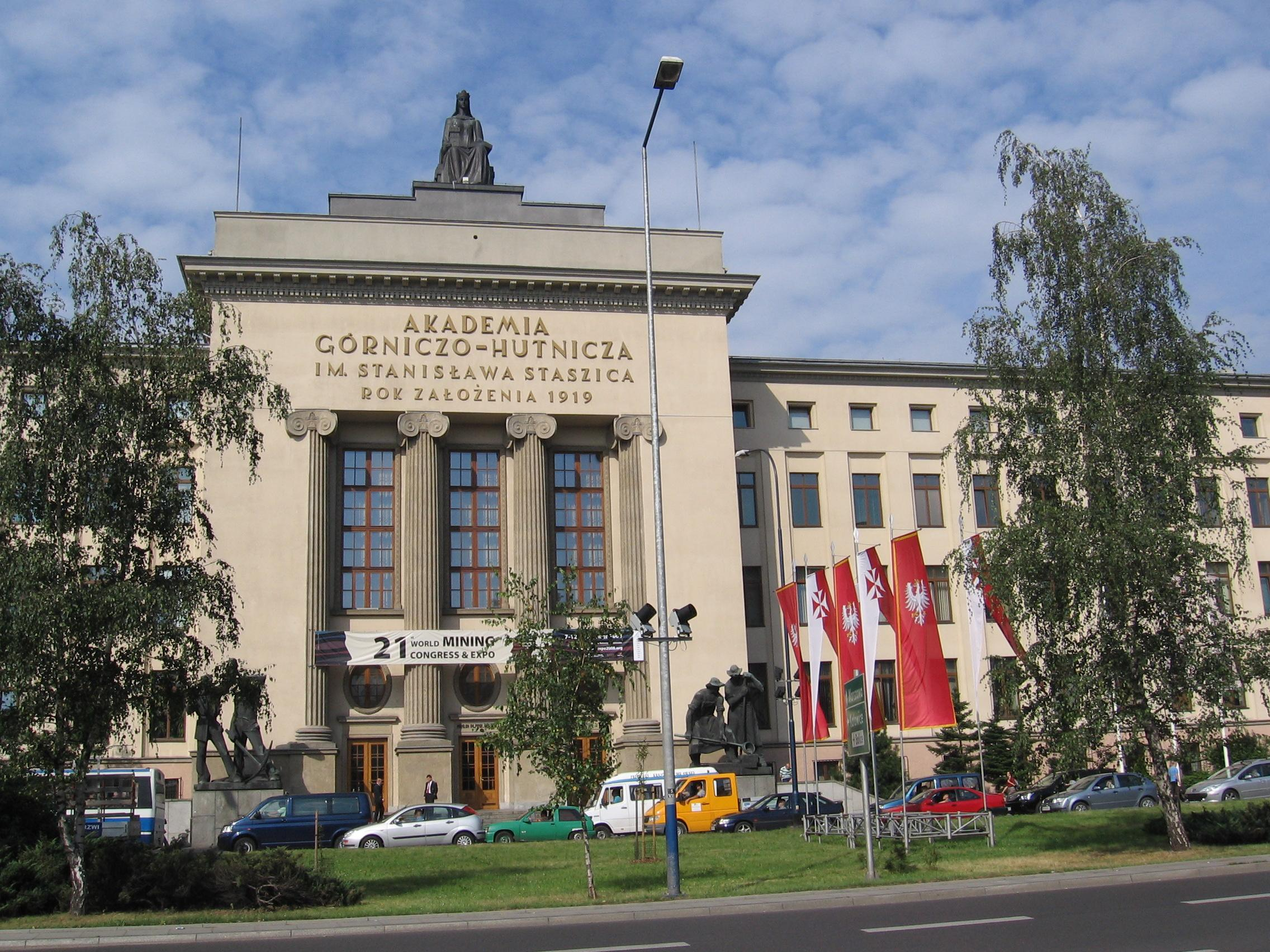
Гірничо-металургійна академія імені Станіслава Сташиця

Становлення і розвиток гірничої науки у Польщі

## 12-15 сторіччя
Розвиток системи гірничих знань на землях Польщі був пов’язаний з розробкою великих родовищ корисних копалин, серед яких виділялися Краківські соляні промисли (Бохня, Величка) і сілезькі копальні золота (Злотий Сток, Злотория), а також срібла і свинцю в районі Тарновських гір, де експлуатація велася вже в XII-XIII ст. Значний внесок у накопичення і передачу геологічних і гірничо-металургійних знань внесли «білі ченці» (орден цистерціанців*), які відкрили і почали експлуатацію багатьох родовищ кольорових металів в Центральній і Східній Європі (в т.ч. – у Польщі). У монастирях цистерціанців (бернандинців) у XIII-XIV ст. проходило навчання ченців і послушників основ гірництва, а практичний досвід приходив при безпосередньому освоєнні рудників. Гірничі артілі, що пізніше змінили ченців, отримали особливі привілеї розробки надр, зберегли тенденції накопичення і збереження знань всередині своїх професійних кланів, причому досвід місцевих гірників доповнювався знаннями шахтарів з Саксонії, Чехії і Словаччини (що входила до складу Угорщини), які прибували до Польщі для розробки багатих рудних покладів.
Серед перших вчених та інженерів, що залишили помітний слід у справі формування гірничих знань та навчання фахівців-гірників, варто згадати угорського дворянина Яна Турзо (1437-1508 рр.), який протягом ряду років жив і працював у Кракові (був навіть обраний його бургомістром) і славився в середовищі гірників як винахідник і проєктувальник великого числа водовідливних та підйомних машин з кінним приводом. Його машини набули великого поширення практично у всіх гірничовидобувних регіонах Центральної Європи, чому сприяла діяльність найбільшого промислово-фінансового картелю Фуггерів-Турзо. Одним з видатних винаходів Турзо стала технологія виділення срібла з поліметалічних мідновмісних руд, яка включала додавання свинцю в шихту мідних плавок. У селищі Могила під Краковом було створене найбільше металургійне підприємство, куди стікалися срібловмісні мідні руди з численних шахт Фуггерів. Тут з них виплавляли як мідь, так і срібло, що забезпечувало високі додаткові прибутки. Нарівні з виробничою діяльністю йшли процеси підготовки і навчання кадрів, для яких відкривалися великі перспективи для роботи на рудниках і заводах Фуггерів-Турзо як в Польщі, так і в інших гірничовидобувних регіонах Європи.
У числі відомих гірничих фахівців XV ст. необхідно згадати керівника Краківських соляних промислів Г. Лубранського, який вважається винахідником дерев’яних опорних конструкцій (гірничих кріплень – т. зв. «кострів» або клітей) для підтримки покрівлі у підземних камерах Велички і Бохні. Його конструкції набули поширення на багатьох соляних шахтах і рудниках Європи.

## 16-19 сторіччя
Перші наукові праці в галузі гірництва були опубліковані в Польщі Л. Детцем, німецьким вченим і дипломатом, який у часи короля Сигизмунда Старого (XVI ст.) керував соляним промислом у Величці та Олькуші.
Цікавим документом щодо гірничо-металургійного мистецтва є  поетичний опис Валенти Рождзенського (Брусека) (1560-1622) «Заводи і кузні благородного залізоробного промислу». Ця поема, опублікована в Кракові в 1612 р., містила багато інженерних подробиць і барвистий опис гірників і металургів свого часу.
Значний внесок в гірничу геодезію (маркшейдерію) вніс математик, астроном і богослов Ян Брожек (Бросціус) (1585-1652), який з 1652 року був ректором Краківської академії (Ягеллонського університету). Серед іншого він був великим пропагандистом геліоцентричної системи Коперника і першим в Польщі істориком науки.
Перші геологічні дослідження і описи польських земель з точки зору поширення мінеральних багатств виконав Габріель Жончинський (початок XVIII ст.). Його перу, зокрема, належить праця «Історія натуральна Королівства Польського і Великого Князівства Литовського» (латинською мовою), видана в Сандомирі у 1721 р.  Жончинський був викладачем географії і природознавства у школах і колегіях в Сандомирі, Острозі, Гданську.
Видатні праці з мінералогії були написані священиком К. Клуком (XVIII ст.). Велику популярність отримала його книга «Корисні копалини, їх пошук, вивчення і використання», видана у Варшаві у 1781 р. Велике значення для розвитку гірництва мала також видана в Кракові у 1793 р. робота Я. Мерошевського «Загальний висновок про користь і способи становлення ґрунтовного і довготривалого гірництва на землях Речі Посполитої».
Однією з найбільших фігур польської науки, що здобула світову славу, є Станіслав Сташиць (1755-1826), якого називають батьком польського гірництва. Крім широкої політичної діяльності і численних відкриттів у природничих науках, він багато зробив для розвитку польського гірництва. С. Сташиць є автором першого ґрунтовного геологічного опису польських земель (фундаментальна праця «Про родовища Карпат і інших гір та рівнин Польщі»). Використовуючи досвід і наукові публікації гірництва Заходу, він зробив численні рекомендації для впровадження прогресивних технологій в гірничу промисловість Польщі. Він є одним з фундаторів Товариства приятелів науки (прообраз майбутньої Академії Наук), а також Будинку Просвіти. С. Сташиць був директором відділу промисловості і корисних копалин в Міністерстві внутрішніх справ і опікувався розвитком гірництва та металургії Королівства Польського. Разом з С. Потоцьким став фундатором першого в Польщі вищого технічного навчального закладу – Гірничо-академічної школи в Кельцах (1816 р.). Враховуючи його великі заслуги в розвитку гірничої науки і освіти Краківській гірничо-металургійній академії було присвоєно ім’я Станіслава Сташиця (1969 р.).
Розвиток вугільної промисловості Польщі багато в чому пов’язаний з діяльністю князя Ф. Друцького-Любецького,  який очолив у 1824 р. гірниче управління Королівства Польського. Він виступив ініціатором будівництва комплексу залізорудних шахт і заводів чорної металургії у Старопольському воєводстві. Це значною мірою збільшило значення Гірничо-академічної школи, що відкрилася  в Кельцах.
Поділи Польщі між Пруссією, Австрією і Росією (1772, 1793, 1795 рр.) і боротьба за незалежність (повстання 1794, 1830-31, 1846, 1848, 1863-64 рр.) привели до того, що багато талановитих польських гірничих інженерів змушені були покинути батьківщину і працювати далеко за її межами. Так, геолог Павел Едмунд Стшелецький (1797-1873) був одним з основних дослідників мінеральних родовищ Австралії, де перебував у 1839-1844 рр., відкрив тут поклади золота та срібла, за що отримав від королеви Великої Британії високу державну нагороду. Повернувшись у Європу, він у Лондоні видав друком свої дослідження «Physical Description  of New South Wales and Van Diemen’s Land» (1845). На золоторудних копальнях Австралії працював і польський офіцер Северин Кожелінський (1804-1876). Видатний білорусько-польсько-литовський геолог, мінералог, географ Ігнатій Домейко (1802-1889) був першовідкривачем родовищ вугілля і руд кольорових металів у Чилі. Він займав посаду ректора Чилійського університету в Сантьяго і багато зробив для розвитку гірничо-геологічної освіти в Латинській Америці. Пам’ятник видатному польському геологу і мінералогу прикрашає одну з площ м. Сантьяго. Геолог і гірничий інженер білоруського походження Стефан Чарноцький (1878-1947) уславився відкриттям родовищ нафти в Майкопі і на Кавказі (пізніше працював у Варшавському геологічному інституті і Краківській гірничо-металургійній академії), очолював Польське геологічне товариство.
Львів’яни Ігнатій Лукасевич та Ян Зех, про яких ми вже раніше згадували і які багато зробили для української та польської науки, вперше запропонували спосіб перегонки гасу з нафти і винайшли у 1853 р. гасову лампу.
Одним з найвидатніших вчених в галузі гірництва, якого вважають своїм представником польські, німецькі та російські науковці-гірники, був Чечотт Генріх Оттонович (1875-1928), який працював над проблемами механічної переробки вугілля і методами провітрювання шахт. Він досліджував також проблеми розробки рідкісних і радіоактивних металів. Був одним з перших керівників кафедри гірництва і механічної переробки в Краківській гірничій академії. Створив основи теорії гірничої вентиляції, які базувалися на математичному аналізі.

## 20-21 сторіччя
Серед видатних польських вчених-гірників ХХ ст. потрібно відзначити Валері Гоетеля (1889-1972) – багаторічного ректора Краківської гірничо-металургійної академії (1939-1951), наставника багатьох поколінь польських гірників, вченого, що поєднував технологічні, природничі і гуманітарні напрями досліджень; В. Будрика – відомого фахівця в галузі вентиляції і боротьби з пожежами, а також в галузі геомеханіки, автора 17 підручників для студентів гірничих вищих навчальних закладів; Б. Крупінського (вченого і організатора гірництва, що очолював Комітет з вугілля Європейської комісії ООН в Женеві, який висунув ідею проведення Всесвітніх гірничих конгресів, голови оргкомітету 1-го Всесвітнього гірничого конгресу).
Нарівні з видатними особистостями становлення гірничої науки і освіти забезпечували організаційні структури різного часу. Важливою віхою на шляху консолідації гірничих фахівців Польщі стала створена в 1782 р. королем Станіславом Августом Понятовським Рудна комісія. Її завданнями були пошук і визначення властивостей родовищ корисних копалин і дослідження можливостей видобутку руд. Тут були зосереджені найкращі професійні кадри свого часу, які залишили після себе не тільки численні наукові звіти про дослідження, але і створили цілий ряд книг гірничо-геологічного напряму, що послужили цілям науки і навчання гірників. У діяльності комісії брали участь такі авторитетні вчені, як Я. Клук,  Я. Мерошевський,  С. Сташиць,  І. Чацький та інш.
Перша вища школа гірничого профілю була заснована в 1816 р. в Кельцах (тогочасній столиці Краківського воєводства). Гірничо-академічна школа в Кельцах була шостим гірничим вищим навчальним закладом у світі й будувалася за зразком Фрайберзької гірничої академії, з якої до Кельц перейшла частина викладачів і вчених. Фундаторами школи були Станіслав Потоцький і Станіслав Сташиць. Головне, що спонукало до створення академії, – необхідність підготовки в країні національних кадрів для розвитку найважливішої промислової галузі – гірництва. Школа мала видатні успіхи в справі підготовки гірничих інженерів, однак з політичних мотивів була закрита в 1826 р. Комісія Сейму Польщі відгукнулася про роботу академії таким чином: «Гірнича школа являє собою найвище досягнення гірничої влади. Вийшло з неї немало молоді з необхідними талантами, що звільнило уряд від необхідності запрошення гірничих фахівців з-за кордону, у яких часто відсутні схильності працювати на благо Польщі».
Гірничо-металургійна академія ім. С.Сташиця в Кракові успадкувала традиції польської гірничо-металургійної освіти і є вищим навчальним закладом, про який мріяли польські вчені у XVIII-XIX ст. У останні десятиріччя XIX ст. були організовані численні прохання про створення польськомовного гірничого навчального закладу на території Австро-Угорської імперії. Нарівні з промисловцями клопотання висувалося Галіційським Сеймом у Львові. Досить тривалий період імперський уряд відхиляв ці прохання, посилаючись на гірничі школи в Леобене (Австрія) і Пршибрамі (Чехія). І все ж в 1891 р. у Львівській Політехніці було відкрите вивчення нафтового гірництва, а в 1907 р. – кафедра гірничих машин.
Перший з’їзд польських гірничопромисловців, який проходив в 1906 р. в Кракові, прийняв резолюцію про створення гірничо-металургійного факультету у Львівській Політехніці. У 1911 р. львівським геологом Л. Пітулком був розроблений робочий проєкт «Про необхідність заснування Гірничо-металургійної академії в Кракові». Зусиллями відомих гірничих інженерів і підприємців А. Лукашевського і Я. Заранського був розроблений меморандум для заснування вищої гірничої школи в Сілезії. У 1913 р. був створений організаційний комітет на чолі з професором Й. Морозевичем по створенню нового вищого навчального закладу. Указом імператора Франца Йосифа від 31 травня 1913 р. заснована Гірнича академія в Кракові. Почалося розв’язання питань будівництва корпусів і лабораторій академії, забезпечення її професорсько-викладацькими кадрами. Міська рада Кракова виділила кошти для будівництва головного корпусу на алеї Міцкевича, а склад викладачів формувався в основному з представників Ягеллонського університету, Львівської Політехніки і польської гірничої промисловості. Організаційні роботи були перервані початком Першої світової війни.
Відкриття академії відбулося 20 жовтня 1919 р. Великий внесок у справу становлення і розвитку академії вніс польський уряд на чолі з Й. Пілсудським, який особисто опікувався її відкриттям. Його доктрина незалежності країни передбачала обов’язкову наявність національних інженерів гірничого та металургійного профілю. Першим дійсним ректором академії став проф. А. Хоборський. Перший набір складався з 80 студентів (серед яких була одна дівчина). Важливою концепцією розвитку освіти в гірничій академії був синтез гірничих і металургійних технологій як єдиного комплексу підготовки гірничих інженерів. Великий внесок у розбудову гірничо-металургійної академії в Кракові здійснили і українські вчені, зокрема Іван Адріянович Фещенко-Чопівський (1884-1952), який був засновником і завідувачем кафедри металографії і загальної металургії.
Сьогодні Краківська гірничо-металургійна академія – один з найбільших і найрозвиненіших технічних університетів Європи. Підготовку кадрів для гірничовидобувної промисловості здійснюють також на гірничих факультетах Сілезької Політехніки (м. Глівіце) і у Вроцлавській Політехніці (м. Вроцлав).